# Locul Potrivit
„Locul Potrivit” este o melodie de pe albumul solo de debut al rapperului român Guess Who.

## Teme și influențe
„Locul Potrivit” este o melodie cu un mesaj care rezonează profund cu problemele actuale ale românilor. Ea este o reeditare a piesei „Noi în anul 2000” a lui Horia Moculescu. Moculescu a declarat: „În urmă cu 20 de ani față de 1990 scriam o melodie care se numea «Noi în anul 2000» unde era un text al lui Mihai Maximilian plin de speranțe. Au trecut aproape 40 de ani și niciuna dintre speranțe nu mi s-a îndeplinit. Nu mai am speranțe nici măcar pentru fiica mea.” Guess Who a vorbit și el despre tineri: „Astăzi, tinerii sunt foarte bezmetici. E drept, există unii care sunt inteligenți. Dar abia peste vreo șapte ani, cred că vom vedea ce au înțeles din libertatea asta, și ce au înțeles din ce s-a întâmplat atunci, în decembrie, pentru ei. Deocamdată, e haos.” În legătură cu mesajul melodiei, Moculescu a afirmat: „E un mesaj social foarte profund, foarte profund și foarte trist, foarte trist. Dar dacă ne uităm cum arată Bucureștiul, nu mă miră deloc că piesa a făcut succes.”
„Uite, mamă, tancuri, sunt tancurile afară”; asta își amintește despre revoluție Guess Who. „Eram mic, aveam 3 ani jumate și stăteam cu maică-mea pe geam și ne uitam la tancurile care treceau prin fața Palatului Copiilor”. De la fereastra unui apartament de bloc din cartierul bucureștean Tineretului, copilul de atunci nu pricepea mare lucru. Doar că ceea ce știa a fi o jucărie, devenise brusc o realitate. „Îmi amintesc doar flashuri, imaginile sunt ciudate”, mărturisește pentru Gândul rapperul. „Îi vedeam pe ai mei aiurea îmbrăcați. Apoi, după '90, totul s-a schimbat: aveam ciocolate”:
| “ | Cu ochii vă urmărim Știm de pe acum ce ne așterneți la drum Nenumărate flori și palate S-avem de mâine aur și pâine Voi sunteti niște eroi Dar într-o zi și noi... | ” |

## Drepturi de autor și lansare
Aproximativ 2 ani și jumătate au fost necesari pentru a produce piesa „Locul Potrivit”. Horia Moculescu a declarat: „Au venit la mine, mi-au spus despre ce este vorba, și conform firii mele și structurii mele am fost foarte deschis și a ieșit un lucru surpinzător. Ideea în sine [m-a convins].”

Întrebat dacă piesa se datorează melodiei domnului Moculescu, Guess Who a răspuns:
„Absolut, mie asta mi s-a părut și ideea piesei. Am pornit de la piesa originală, pe care am găsit-o acum vreo doi ani, am tăiat-o și vreun an și jumătate am păstrat bucățica aceea, așteptând locul și momentul potrivit pentru a face o melodie. Între timp, am făcut un album, Probe Audio, în primăvara lui 2009, dar nu am inclus piesa, pentru că am simțit că nu e momentul. După care am făcut versurile, s-au apropiat alegerile și s-au făcut și 20 de ani de la căderea comunismului și asta a fost.”
Melodia a fost lansată la sfârșitul lunii septembrie a anului 2009 la matinalul postului de radio Kiss FM și s-a bucurat rapid de succes. Melodia a fost în 2010 cea mai difuzată piesă în limba română pe posturile radio / TV din România, conform companiei de monitorizare Media Forest. Piesa este disponibilă, de pe 8 decembrie 2009, pe posturile TV de muzică.

## Succesul
Lumea nu prea e obișnuită cu genul ăsta de muzică, ușor mai cumințel, social, dar în același timp care transmite ceva, știi. Se teme să nu fie prea violent, se teme să nu fie prea agresiv în limbaj, știi, și atunci preferă să nu caște urechile. Mie mi-a plăcut piesa.  
Guess Who a reușit să spargă barierele stilistice ale genului, venind cu un sound fresh, adresându-se în special publicului deschis și capabil să accepte evoluția soundurilor ce domină în acest moment piața internațională. „Locul Potrivit”, cu un mesaj care rezonează profund cu problemele actuale ale românilor, l-a transformat într-o vedetă, l-a prezentat unui public mult mai mare decât ascultătorii de hip-hop, și a fost, în primele trei luni ale anului 2010, cel mai difuzat clip autohton la televiziunile de profil. Alături de „Manifest”, piesa a reușit să revoluționeze piața muzicii hip-hop și să permită accesul acestui curent pe radio.

Dorian Enache, managerul lui Guess Who, a declarat:
„Radioul n-a fost niciodată pregătit să primească hip-hop-ul în playlist, au existat niște conjuncturi favorabile, atâta tot. În acele momente favorabile am reușit să găsim printre altele și «Locul Potrivit», care nu a fost o piesă oarecare, este o piesă excepțională și așa, din punctul meu de vedere, ca manager, a început o nouă etapă în cariera lui Guess Who. Este o etapă care are legătură cu industria muzicală, are legătură cu mediatizarea artistului Guess Who, cu expunerea lui la adevărata valoare.”
De asemenea, Grasu XXL a afirmat „«Locul Potrivit» a intrat prin Dorian și Dorian a fost omul care a deschis porțile cu rapul pe radio. A pornit cu Puya, a urmat «Locul Potrivit» și pe urma a venit «Azi NU».” „Locul Potrivit” a fost aleasă drept cea mai bună melodie a anului 2010 de către membrii comunității gay din România. Homosexualii au considerat că piesa are un mesaj social în care se identifică și ei.

## Interpretări live

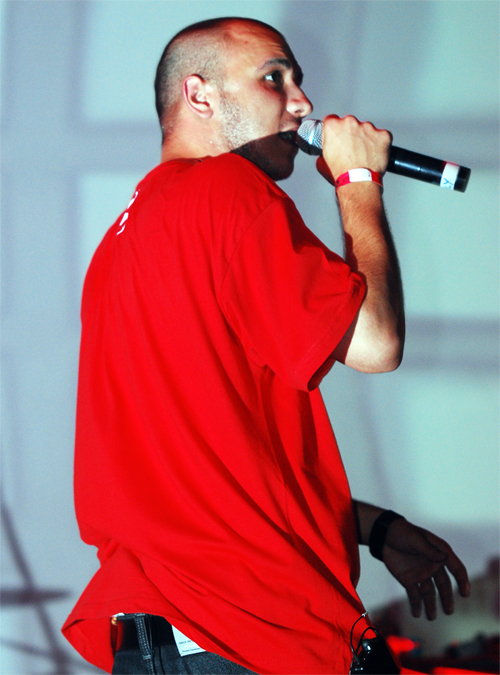
[http://www.youtube.com/watch?feature=player_embedded&v=1n3tjw6bUDs Guess Who - interpretare live a pieselor „Manifest” și „Locul Potrivit” (Forza ZU)

„Locul Potrivit” i-a adus premiul Best Hip-Hop de la ceremonia Romanian Music Awards 2010. Spike a fost câștigător al aceluiași premiu, cu melodia „Scandal”. Au mai fost nominalizați băieții de la B.U.G. Mafia, Grasu XXL cu Alex Velea și Puya cu George Hora și Kamelia. La gala premiilor, Guess Who l-a invitat pe scenă pe Horia Moculescu pentru a interpreta piesa „Locul Potrivit”. Deși s-au ivit probleme tehnice, acestea au trecut neobservate datorită publicului care a cântat fiecare vers, de la cap la coadă.
În mai 2010, Guess Who a fost invitat la emisiunea Atenție se cântă de pe TVR 2. Artistul a interpretat live piesele „Locul Potrivit” (acompaniat la pian de Horia Moculescu) și „Ca Două Flori”. Guess Who a interpretat melodia și cu colegul său Spike în emisiuni precum Divertis și Neatza cu Răzvan și Dani.

## Videoclip
Filmările pentru videoclip s-au desfășurat pe la jumătatea lunii noiembrie a lui 2009 la Studiourile MediaPro (Buftea), pe platoul 2 - cel mai mare platou de chroma din Romania, cu 400 m² de green screen. Regizor a fost Marian Crișan, câștigător Palme d'Or la Cannes în 2008, care se mai ocupase în 2009 de videoclipuri românești, printre care: „Change” și „Undeva în Balcani” (Puya), „Ai vrea să ai” (Tudor Sișu) și „Vara Trecută” (Voltaj). Realizarea a costat 5.500 de euro. La filmări au fost prezenți Spike, Grasu XXl, Maximilian, Vlad (Agresiv), Zekko (Anonim), Junky și Motzu.
Videoclipul are scene simbol pentru privitor: pionieri, steaguri, banane coapte în hârtie de ziar pe șifonier, demonstrații sportive. „A fost viziunea excelentă a regizorului Marian Crișan. El a avut în cap și scenariul”, spune Guess Who. Așa au apărut în platoul 2 de la Buftea, în plină toamnă electorală, patru pionieri și o campioană la gimnastică aerobică, Laura Cristache, plus un vechi șifonier, „făcător” de banane.
Pe 8 decembrie 2009, Guess Who relansează împreună cu GSP (Gazeta Sporturilor) și casa de discuri Cat Music albumul Probe Audio: acesta a fost redenumit Locul Potrivit/Probe Audio și conținea în plus single-ul și videoclipul „Locul Potrivit”, un remix Agresiv al piesei „Gen” și două piese noi („Visează” în colaborare cu Camuflaj și „07.03.2006”). Până pe 25 decembrie, la o prima numărare, videoclipul a avut peste peste 250.000 de accesări pe YouTube.

## Remix-uri
La începutul lui 2010 a apărut o variantă remixată a piesei „Locul Potrivit”, realizată de DJ-ul Gojira, iar alta în august 2010, realizată de Deepside Deejays. Pe internet au circulat mai multe variante neoficiale.
| Nume             | Artist           | Sursă         |
| ---------------- | ---------------- | ------------- |
| „Locul Potrivit” | Deepside Deejays | [ 26 ] [ 27 ] |
| „Locul Potrivit” | Gojira           | [ 28 ]        |